# لورانس إف. داهل
لورانس إف. داهل (بالإنجليزية: Lawrence F. Dahl)‏ هو أستاذ جامعي وكيميائي أمريكي، ولد في 2 يونيو 1929.